# دولار مورغان 1893-S
دولار مورغان 1893-أٍس هو عملة دولار أمريكي سكت في عام 1893 في دار سك العملة في سان فرانسيسكو. إنه الدولار مورغان الأقل ضربًا في السلسلة. يُعتبر عام 1893-أس تاريخًا رئيسيًا في سلسلة دولار مورغان : حيث تعد أمثلة العملة المعدنية في حالة سك والحالة المتداولة ذات قيمة كبيرة.
إن القيمة العالية للعملة المعدنية جعلتها هدفًا للمزورين. إنشئت العديد من دولارات مورغان المزيفة لعام 1893-أس. يمكن لهواة جمع العملات المعدنية تحديد العملات المزيفة بناءً على الاختلافات في القوالب التي استخدمت لضرب العملات المعدنية.

## الخلفية
سكت دولارات مورجان 1893-أس في دار سك العملة الأمريكية في سان فرانسيسكو. سكت 100000 قطعة نقدية فقط مما يجعلها أقل كمية من العملات المعدنية التي سكت من أي عملة دولار مورجان تجارية. يُعتقد أن القليل منها قد نجا في حالة السك لأن غالبية العملات المعدنية كانت متداولة. تسك العملات المعدنية باستخدام قطع فارغة مكونة من تسعين بالمائة من الفضة. يُعرف عام 1893-أس بأنه التاريخ الرئيسي في سلسلة مورجان. في كتاب أعظم 100 عملة أمريكية قال المؤلفون إن هذه العملة هي الأكثر قيمة من بين أي عملة دولار مورغان تجارية.

## التاريخ
أحد الأسباب التي جعلت عدد قليل من نماذج هذه العملة المعدنية لا يزال قائما هو حالة الذعر التي حدثت عام 1893. في ظل فشل البنوك في الولايات المتحدة أنتجت دور سك العملة عددًا أقل من العملات المعدنية. وفي وقت لاحق نص قانون بيتمان لعام 1918 على ضرورة صهر العديد من الدولارات الفضية. يُعتقد أن العديد من دولارات مورجان الصادرة عام 1893 قد ذاب نتيجة لقانون بيتمان. كما تدولت نماذج من هذه العملة المعدنية على نطاق واسع في غرب الولايات المتحدة أثناء تطورها. العملة المعدنية نادرة وقيمة و تجمع حتى في الدرجات المتداولة. قدرت مجلة أخبار العملات أن هناك أقل من 100 دولار مورجان 1893-أس في حالة غير متداولة. وقد قامت أكبر شركتين لتصنيف العملات المعدنية بيه سي جيه أس وأن جيه سي بتصنيف 47 في درجات أعلى.
في عام 2014 بيع دولار إلياسبيرج مورجان 1893-أس بمبلغ 646,250 دولار أمريكي في مزاد علني. إنها عملة مصنفة من قبل خدمة تصنيف العملات الاحترافية (بيه سي جيه أس) في أم أس-65. في عام 2021، تم بيع دولار مورغان 1893-S المصنف من قبل بيه سي جيه أس في أم أس -67 مقابل 2,086,875.00 دولارًا أمريكيًا. تعتبر هذه العملة من أفضل العملات المعروفة وقد أطلق عليها اسم فيرميول 1893-أس. في مارس 2023 بيعت عملة معدنية من طراز 1893-أس مصنفة من قبل شركة ضمان العملات (أن جيه سي) بدرجة أم أس-64، مقابل 372000 دولار أمريكي.

## المنتجات المزيفة
أمثلة على العملة مزورة : أدرجتها شركة إن جي سي ضمن أفضل عشر عملات مزيفة. تتضمن إحدى الطرق الأكثر شيوعا لتزوير العملة استخدام إضافة الحرف إلى عكس دولار مورغان لعام 1893 من فيلادلفيا مينت. يستخدم فيلادلفيا مينتد مورغان لأن هذا السك لا يحتوي على علامة السك. مجلة نمي كوين وورلد وقد ذكر أن سوق الولايات المتحدة شهدت إدخال الآلاف من وهمية 1893 الصورة مورغان دولار. وقالت المجلة إن المزورين استخدموا القوالب التي صنعت باستخدام دولارات مورغان الحقيقية. لقد استخدموا أيضا التركيب الصحيح للمعادن في العملات المعدنية بحيث يصعب اكتشافها. يمكن لهواة الجمع المطلعين اكتشاف مزيف لأن جميع مورغانز 1893 ضربوا باستخدام نفس قالب الوجه ويموت اثنان فقط عكسيا مختلفا. يموت لها اختلافات محددة التي المزورين لم تدرج في مزيفة بهم.

## الروابط خارجية
- مقيّم العملات: قيمة دولار مورغان الفضي لعام 1893-S